# Ferrocarril México–Querétaro
| Kursbuchstrecke: | AQ                   |                                               |                                               |
| Streckenlänge: | 246 km               |                                               |                                               |
| Spurweite: | 1435 mm (Normalspur) |                                               |                                               |
| Zweigleisigkeit: | durchgehend          |                                               |                                               |
| |                      |                                               |                                               |
| \| \| \| 00000000000Übergang Metro-Linie B und \| \| \| \| 0 \| Buenavista Tren Suburbano del Valle de México \| Buenavista Tren Suburbano del Valle de México \| \| \| \| 00000000000sowie Metrobus-Linien 1, 3 und 4 \| \| \| \| 2 \| Zweigstrecke CNA \| Zweigstrecke CNA \| \| \| 3 \| Zweigstrecke YB \| Zweigstrecke YB \| \| \| 10 \| Strecke S nach Veracruz \| Strecke S nach Veracruz \| \| \| 12 \| \| \| \| \| 14 \| Zweigstrecke NA \| Zweigstrecke NA \| \| \| 19 \| Tren Suburbano Lecheria–AIFA \| Tren Suburbano Lecheria–AIFA \| \| \| 43 \| Huehuetoca \| Huehuetoca \| \| \| 43 \| Strecke B nach Nuevo Laredo \| Strecke B nach Nuevo Laredo \| \| \| 45 \| Anschluss Cemex \| Anschluss Cemex \| \| \| 52 \| Praderas del Potrero \| Praderas del Potrero \| \| \| 52 \| Strecke A \| Strecke A \| \| \| \| (780 m) \| \| \| \| 74 \| Tula \| Tula \| \| \| 76 \| ehem. Zweigstrecke AB Tula–Pachuca \| ehem. Zweigstrecke AB Tula–Pachuca \| \| \| 79 \| Río Tula (350 m) \| Río Tula (350 m) \| \| \| \| MEX 57D \| \| \| \| \| MEX 47D \| \| \| \| \| \| \| \| \| \| MEX 45 \| \| \| \| \| \| \| \| \| 178 \| Strecke A \| Strecke A \| \| \| 178 \| ehem. Strecke A \| ehem. Strecke A \| \| \| \| MEX 45 \| \| \| \| \| Río San Juan (288 m) \| \| \| \| 184 \| San Juan del Río \| San Juan del Río \| \| \| \| MEX 45 \| \| \| \| 202 \| Strecke A \| Strecke A \| \| \| 215 \| Strecke AQ \| Strecke AQ \| \| \| 223 \| Flughafen Querétaro \| Flughafen Querétaro \| \| \| 223 \| Strecke B und Zweigstrecke BC \| Strecke B und Zweigstrecke BC \| \| \| 228 \| Strecke AQ \| Strecke AQ \| \| \| 230 \| Strecke B \| Strecke B \| \| \| \| MEX 57D \| \| \| \| \| \| \| \| \| \| Río Querétaro (87 m) \| \| \| \| \| Strecke B \| \| \| \| \| \| \| \| \| 242 \| Strecke B \| Strecke B \| \| \| 246 \| Querétaro \| Querétaro \| \| \| \| Strecke A nach Ciudad Juárez \| \| |                      |                                               |                                               |
| U-Bahn-Strecke quer (im Tunnel) · U-Bahn-Strecke quer (im Tunnel) |                      | 00000000000Übergang Metro-Linie B und         | 00000000000Übergang Metro-Linie B und         |
| Kopfbahnhof Streckenanfang | 0                    | Buenavista Tren Suburbano del Valle de México | Buenavista Tren Suburbano del Valle de México |
| Strecke |                      | 00000000000sowie Metrobus-Linien 1, 3 und 4   | 00000000000sowie Metrobus-Linien 1, 3 und 4   |
| Abzweig geradeaus und nach links | 2                    | Zweigstrecke CNA                              | Zweigstrecke CNA                              |
| Abzweig geradeaus, ehemals nach rechts und von rechts | 3                    | Zweigstrecke YB                               | Zweigstrecke YB                               |
| Abzweig geradeaus und nach links · Strecke von rechts | 10                   | Strecke S nach Veracruz                       | Strecke S nach Veracruz                       |
| Kreuzung geradeaus oben · Strecke nach rechts | 12                   |                                               |                                               |
| Abzweig geradeaus und von links | 14                   | Zweigstrecke NA                               | Zweigstrecke NA                               |
| Abzweig geradeaus, nach rechts und von rechts | 19                   | Tren Suburbano Lecheria–AIFA                  | Tren Suburbano Lecheria–AIFA                  |
| Bahnhof | 43                   | Huehuetoca                                    | Huehuetoca                                    |
| Abzweig geradeaus und nach rechts | 43                   | Strecke B nach Nuevo Laredo                   | Strecke B nach Nuevo Laredo                   |
| Abzweig geradeaus und nach rechts | 45                   | Anschluss Cemex                               | Anschluss Cemex                               |
| Haltepunkt / Haltestelle | 52                   | Praderas del Potrero                          | Praderas del Potrero                          |
| Abzweig geradeaus und nach links | 52                   | Strecke A                                     | Strecke A                                     |
| Tunnel |                      | (780 m)                                       | (780 m)                                       |
| Haltepunkt / Haltestelle | 74                   | Tula                                          | Tula                                          |
| Kreuzung geradeaus oben (Querstrecke außer Betrieb) | 76                   | ehem. Zweigstrecke AB Tula–Pachuca            | ehem. Zweigstrecke AB Tula–Pachuca            |
| Brücke über Wasserlauf | 79                   | Río Tula (350 m)                              | Río Tula (350 m)                              |
| |                      | MEX 57D                                       |                                               |
| |                      | MEX 47D                                       |                                               |
| Tunnelanfang |                      |                                               |                                               |
| |                      | MEX 45                                        |                                               |
| Tunnelende |                      |                                               |                                               |
| Abzweig geradeaus, nach rechts und von rechts | 178                  | Strecke A                                     | Strecke A                                     |
| Abzweig geradeaus und ehemals von links | 178                  | ehem. Strecke A                               | ehem. Strecke A                               |
| |                      | MEX 45                                        |                                               |
| Brücke über Wasserlauf |                      | Río San Juan (288 m)                          | Río San Juan (288 m)                          |
| Haltepunkt / Haltestelle | 184                  | San Juan del Río                              | San Juan del Río                              |
| |                      | MEX 45                                        |                                               |
| Abzweig geradeaus und von rechts | 202                  | Strecke A                                     | Strecke A                                     |
| Abzweig geradeaus, nach links und von links | 215                  | Strecke AQ                                    | Strecke AQ                                    |
| Bahnhof | 223                  | Flughafen Querétaro                           | Flughafen Querétaro                           |
| Abzweig geradeaus, nach rechts und von rechts | 223                  | Strecke B und Zweigstrecke BC                 | Strecke B und Zweigstrecke BC                 |
| Abzweig geradeaus und von links | 228                  | Strecke AQ                                    | Strecke AQ                                    |
| Abzweig geradeaus und nach rechts | 230                  | Strecke B                                     | Strecke B                                     |
| |                      | MEX 57D                                       |                                               |
| Strecke Anfang Hochstrecke |                      |                                               |                                               |
| Strecke unter Wasserlauf |                      | Río Querétaro (87 m)                          | Río Querétaro (87 m)                          |
| Kreuzung |                      | Strecke B                                     | Strecke B                                     |
| Strecke Ende Hochstrecke |                      |                                               |                                               |
| Abzweig geradeaus und von links | 242                  | Strecke B                                     | Strecke B                                     |
| Bahnhof | 246                  | Querétaro                                     | Querétaro                                     |
| Strecke |                      | Strecke A nach Ciudad Juárez                  | Strecke A nach Ciudad Juárez                  |

Der Ferrocarril México–Querétaro, offizielle Streckenbezeichnung Línea AQ (deutsch Strecke AQ), ist eine 246 Kilometer lange Eisenbahnstrecke in der Mitte Méxikos, die Mexiko-Stadt mit Santiago de Querétaro, kurz Querétaro, Hauptstadt des gleichnamigen Bundesstaates, verbindet. Die Strecke ist zweigleisig, zurzeit nicht mehr elektrifiziert und wird aktuell nur im Güterverkehr betrieben. Eine Sanierung der Infrastruktur begann im April 2025 und soll nach deren Abschluss ab 2027 wieder Personenverkehr ermöglichen.

## Geschichte

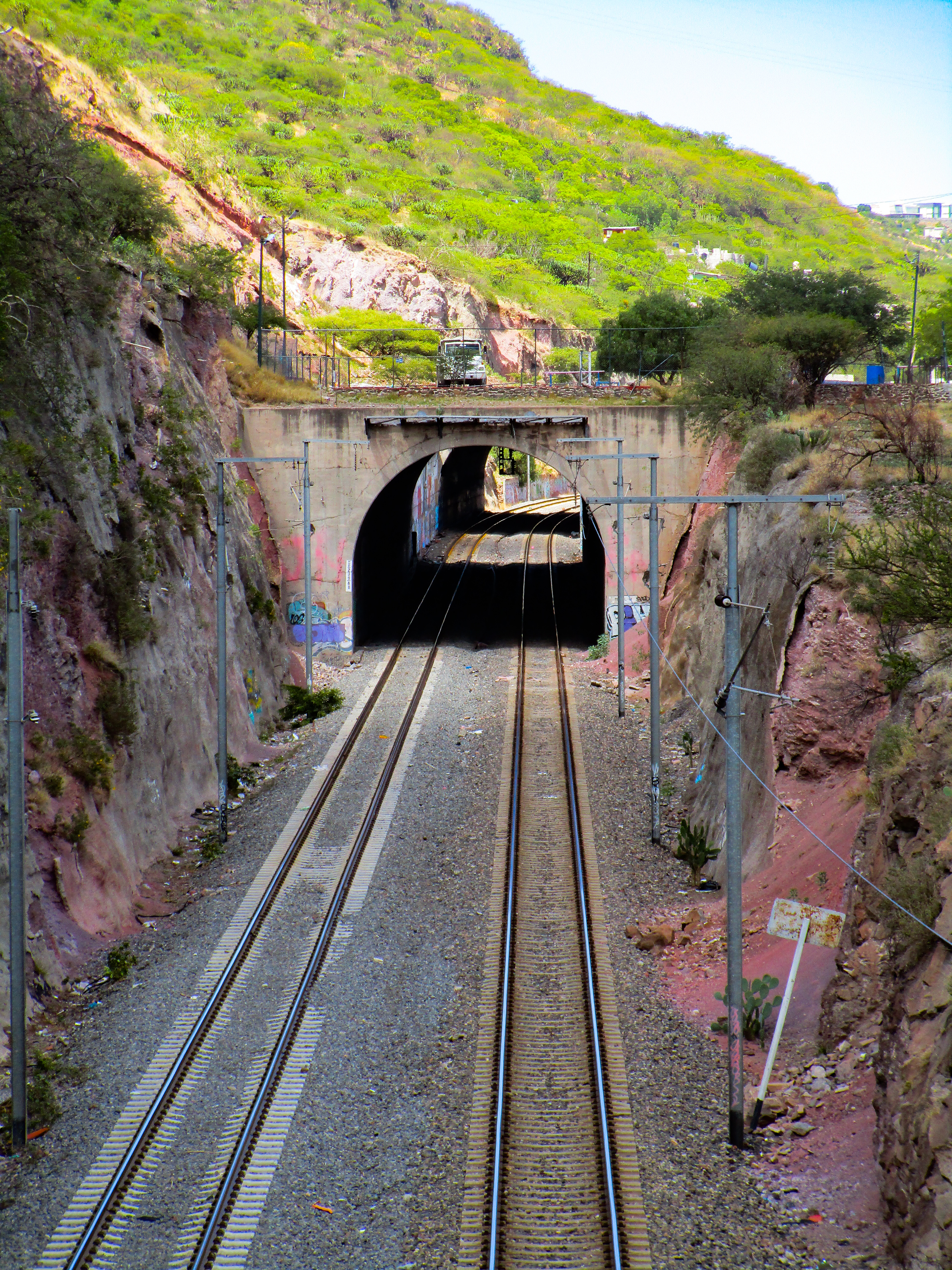
Strecke im Stadtgebiet von Querétaro (2022)

Die Eisenbahnstrecke wurde im Rahmen des Projektes Tren Eléctrico de Pasajeros México–Querétaro ab 1979 gebaut. Sie ist ein Relikt aus dem Plan de Desarrollo Ferrocarrilero de 1973 a 1986, der ursprünglich unter anderem den Bau einer elektrifizierten doppelgleisigen Strecke zwischen Mexiko-Stadt und Tijuana für den Güter- und Personenverkehr zum Ziel hatte. An dem Bauprojekt waren englische, französische und japanische Unternehmen beteiligt. Die Ausbau- und Neubaustrecke wird seit Februar 1994 in voller Länge betrieben, nach Beginn der Privatisierung der Mexikanischen Staatsbahn im Folgejahr kam es allerdings bereits 1996 zur erneuten Einstellung des Personenverkehres. Die Oberleitung wurde nach 1997, als alle elektrischen Lokomotiven in die USA verkauft waren, schrittweise abgebaut. Lediglich der Abschnitt zwischen Buenavista und Lecheria, der seit 2008 vom Tren Suburbano del Valle de México genutzt wird, blieb weiter unter Strom.

Die HGV-Trasse war in neun Bauabschnitte unterteilt

Bereits während der Bauarbeiten kamen 1987 Planungen auf, die im Bau befindliche Trasse für einen Shinkansen-ähnlichen Hochgeschwindigkeitsverkehr auszubauen. Das Projekt Tren Rápido México-Querétaro sollte noch einige Begradigungen der Strecke vor allem um Tula und San Juan del Río umfassen, sodass eine Länge von 209 Kilometern in Aussicht stand. Die Höchstgeschwindigkeit war mit 300 Stundenkilometern geplant. Die fehlende Finanzierung machte die Umsetzung des Projektes vorerst unmöglich. Nachdem zwischen Buenavista und Cuautitlán 26 Kilometer Strecke bis 2008 für den S-Bahn-ähnlichen Tren Suburbano del Valle de México ertüchtigt wurde und dessen Verkehr alle Erwartungen übertraf, kam 2012 unter der Regierung von Präsident Enrique Peña Nieto Bewegung in die Hochgeschwindigkeitspläne. Es wurden mehrere Machbarkeitsstudien durchgeführt und bis zu vier mögliche Strecken definiert, die alle auf der aktuellen Trassenführung der elektrifizierten Doppelgleisstrecke Mexiko–Querétaro zwischen den Kilometern 0+000 und 240+900 basierten. So sollte der Bahnhof Buenavista um drei Gleise erweitert und an den Stationen des Suburbano Überholgleise gebaut werden. Insgesamt war nach der Überarbeitung der Pläne bis Sommer 2014 die Ertüchtigung von 70,9 Kilometern bestehender Trasse, der Ausbau von 50,1 Kilometern in unmittelbarer Nähe des Bestandes sowie der vollständige Neubau von 75,5 Kilometern Strecke vorgesehen, um die Reisezeit auf 1:02 Stunden zu drücken und somit eine mittlere Reisegeschwindigkeit von 200 Stundenkilometer zu erreichen. Am 15. August des Jahres wurde die internationale Ausschreibung für den Tren de Alta Velocidad México–Querétaro veröffentlicht. Am 2. Februar 2015 wurde jedoch bekannt gegeben, dass das Projekt aufgrund von Korruptionsverdacht und Budgetkürzungen auf unbestimmte Zeit ausgesetzt werde.
Die Strecke AQ wird seit 27. April 2025 auf 226 Kilometern saniert und soll ab 2027 wieder Personenverkehr mit elektrischen Triebzügen bei einer Streckengeschwindigkeit von 160 Stundenkilometern ermöglichen.

## Strecke
Der Ferrocarril México–Querétaro beginnt in der Hauptstadt am Bahnhof Buenavista und verläuft von dort zunächst nordwärts und bis Praderas del Potrero auf der Trasse der Strecke A nach Ciudad Juárez. Hier zweigt die eingleisige Altstrecke A ab, während die Neubaustrecke AQ nunmehr weniger kurvenreich, mit flacheren Rampen und einigen Tunneln Richtung Nordwesten führt und über Tula nach San Juan del Río erreicht. Dabei wird die inzwischen weitgehend abgebaute Altstrecke wiederholt gequert. Von San Juan geht es jetzt flach weiter Richtung Querétaro, kurz hinter dem dortigen Flughafen geht es für zwei Kilometer in Trassenbündelung mit Strecke B weiter, ehe diese Altbaustrecke kurviger und mehrfach kreuzend im Raum parallel südwestwärts mit in die Stadt hinein führt. Kurz vor dem Bahnhof Querétaro wird sie dann in die Strecke AQ aufgenommen.
Zukünftig wird der Personenverkehr, wie im Streckenverlauf bereits dargestellt, knapp acht Kilometer vor dem Flughafen Querétaro von der Strecke AQ auf die Zweigstrecke BC einschwenken, auf Höhe des Flughafens an einer neuen Station diesen anbinden, um unmittelbar danach auf die Strecke B einzubiegen und nach fünf Kilometern wieder die eigentliche Strecke erreichen.

## Fahrzeuge

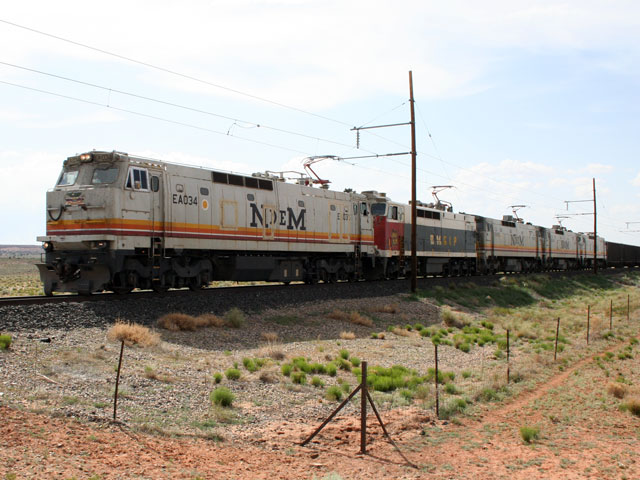
Insgesamt vier der GE E60C-2 noch in Originallackierung in Fünffach-Traktion auf der Black Mesa and Lake Powell Railroad (2007)

Für den elektrischen Betrieb wurden zwischen 1980 und 1982 insgesamt 39 Lokomotiven des Typs GE E60C-2 durch General Electric in Aguascalientes gebaut. Nach der Privatisierung der Strecke im Jahr 1997 unter Präsident Ernesto Zedillo beschloss die Besitzerin der langlaufenden Betriebskonzession für die Strecke AQ, die Kansas City Southern de México, alle Lokomotiven an an die Black Mesa and Lake Powell Railroad in den USA zu verkaufen. Sie standen dort bis 2019 im Einsatz.

## Betrieb
Aktuell (Stand August 2025) wird auf der Ferrocarril México–Querétaro lediglich Güterverkehr durch die Canadian Pacific Kansas City (CPKC) betrieben.